# ماتياس براون
ماتياس براون (بالألمانية: Matthias Bernhard Braun) هو نحات ألماني، ولد في 24 فبراير 1684 في Sautens ‏ في النمسا، وتوفي في 15 فبراير 1738 في براغ في التشيك.

## وصلات خارجية
- ماتياس براون على موقع الموسوعة البريطانية (الإنجليزية)